# Nyctodryas parthenomorpha
Nyctodryas parthenomorpha là một loài bướm đêm trong họ Noctuidae.